# Nursing-Bottle-Syndrom

Nursing-Bottle-Syndrom im Milchzahngebiss

Als Nursing-Bottle-Syndrom (Nuckelflaschenkaries, auch Early Childhood Caries (ECC), baby bottle caries, baby bottle tooth decay) bezeichnet man Karies an den Milchzähnen, insbesondere an den oberen Schneidezähnen und Backenzähnen, von Babys und Kleinkindern.

## Ursachen
Das Nursing-Bottle-Syndrom entsteht aufgrund mit Trinkflaschen verabreichten Getränken wie Milch, mit Zucker oder Honig gesüßten Tees und Fruchtsäften. Der besondere Grund liegt in der langen Einwirkung der Getränke. Auch Schnabeltassen oder Trinklerntassen können diesen Effekt auslösen. Ein Argument gegen die nächtliche Gabe von Getränken besteht darin, dass die zahnschützende Speichelproduktion nachts eingeschränkt ist. Kinder, die zum Beispiel mit Milch im Mund einschlafen, gelten als besonders gefährdet.
Die unteren Zähne werden mehr als die oberen durch die Zunge geschützt, weshalb das typische Kariesbild entsteht. Braune Verfärbungen sind bereits ein Warnzeichen. Da nicht allein die Flaschen als Ursache in Betracht kommen, spricht man allgemeiner von frühkindlicher Karies (englisch early childhood caries).
Der Hefepilz Candida albicans trägt zu einer Förderung der Plaqueproduktion bei und erhöht dadurch das Kariesrisiko. Versuche zeigten eine Häufung von Zahnschäden durch die Kombination der Hefepilze und Streptokokken, speziell des Streptococcus mutans.

## Therapie
Erhaltenswerte Zähne werden mit Füllungen versehen. Ist die Karies bis zur Zahnpulpa vorgedrungen, kann eine endodontische Behandlung durchgeführt werden, um den Zahn noch zu erhalten. In schweren Fällen müssen die zerstörten Zähne komplett entfernt werden, was zu Problemen bei der Nahrungsaufnahme, zu Sprachentwicklungsstörungen und zur Beeinträchtigung der weiteren Gebissentwicklung führen kann.
In vielen Fällen muss aufgrund mangelnder Kooperation seitens des kleinen Kindes die Behandlung in Vollnarkose durchgeführt werden.

## Vorkommen
In Studien hat sich gezeigt, dass insbesondere Kinder aus sozial benachteiligten Verhältnissen vom NBS betroffen sind.

## Früherkennung und Vorbeugung
Da im ersten Lebensjahr der Besuch des Zahnarztes meist noch nicht erfolgt, sind die Kinderärzte zur Aufmerksamkeit aufgerufen, beim Auftreten erster Läsionen sollte die rechtzeitige Überweisung an den Zahnarzt erfolgen.
Folgende Maßnahmen werden zur Vorbeugung empfohlen:
- Saugflasche nicht als Dauernuckel geben
- Absetzen der Saugflasche nach dem 12. Lebensmonat[5]
- Verhinderung bzw. Minimierung der Übertragung kariogener Bakterien[5]
- Kinder niemals mit der Flasche im Mund einschlafen lassen[2]
- Verwendung von Wasser und ungesüßten Tees
- Begrenzung der Menge und Häufigkeit von fermentierbaren Kohlenhydraten
- Flaschen sollten nicht zum Einschlafen oder zur Beruhigung gegeben werden, um einen Gewöhnungseffekt zu vermeiden
- die Zähne sollten nach dem Durchbruch des ersten Zahnes morgens und abends gereinigt werden (mit einer Bürste oder einem feuchten Tuch)[2]
- Verabreichung von Fluoriden[2] in Form von fluoridiertem Kochsalz oder Zähneputzen mit fluoriden Kinderzahnpasten.[6]

## Zusätzliche Früherkennungsuntersuchungen und Schmelzhärtungsmaßnahmen
In Deutschland sind für gesetzlich krankenversicherte Kleinkinder bis zum vollendeten 33. Lebensmonat ab 1. Juli 2019 drei zusätzliche zahnärztliche Früherkennungsuntersuchungen (FU) vorgesehen. So entschied der Gemeinsame Bundesausschuss (G-BA) am 17. Januar 2018. Sie beinhalten unter anderem die eingehende Untersuchung des Kindes, die Beratung der Eltern und eine Anleitung zum täglichen Zähneputzen beim Kleinkind. Dazu haben Kleinkinder bis zum 33. Lebensmonat zusätzlichen Anspruch auf eine Zahnschmelzhärtung mit Fluoridlack zweimal je Kalenderhalbjahr in der Zahnarztpraxis.